# Ritratto della principessa Ol'ga Orlova
Il Ritratto della principessa Ol'ga Orlova (in russo Портрет княгини Ольги Орловой?, Portret kijagini Ol'gi Orlovoj) è un dipinto del pittore russo Valentin Aleksandrovič Serov, realizzato tra il 1909 e il 1911. È conservato nelle collezioni del Museo di Stato Russo.
Il dipinto rappresenta la principessa Ol'ga Konstantinovna Orlova (1873-1923), nata Belosel'skaja-Belozerskaja. Sua madre, Nadežda Dmitrievna Skobeleva (1847-1920), era la nipote di Dmitrij Skobelev e la sorella del generale Michail Skobelev (detto "il generale bianco"). Nel 1894 divenne la moglie del capo della cancelleria militare, il generale maggiore e principe Vladimir Nikolaevič Orlov (traslitterato anche come Orloff). I due avrebbero divorziato nel 1918.
Secondo i suoi contemporanei, lei era "la donna più elegante di San Pietroburgo" e "la prima dama della corte". La principessa era una delle donne alla moda più importanti a corte.

## Storia

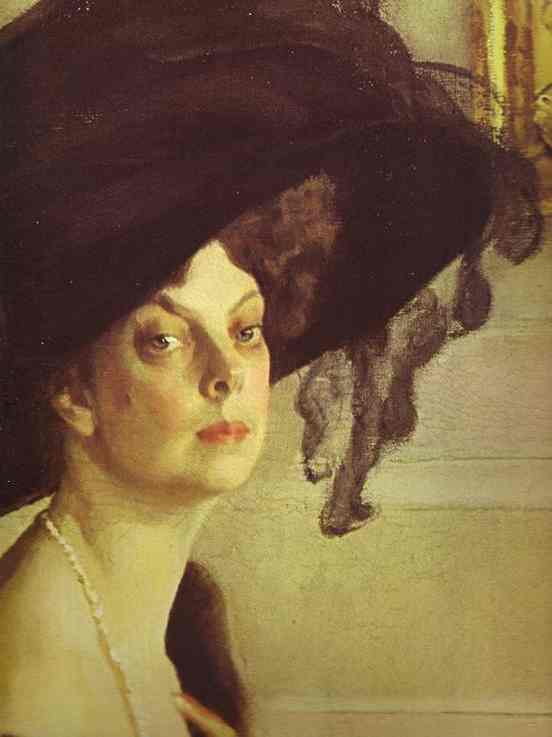
Un dettaglio del ritratto.

Fu nel 1909 che il pittore Serov venne incaricato di realizzare il ritratto e cominciò la sua composizione, per terminarla nel 1911. La principessa posava per lui nel suo hôtel particulier presso il fiume Mojka, a San Pietroburgo. Serov cercò di creare un'immagine moderna, pur restando nell'ambito del ritratto di tipo tradizionale. La tela venne realizzata con delle interruzioni lunghe tra gli anni 1910 e 1911, praticamente nello stesso periodo del Ritratto di Ida Rubinštejn, del tutto diverso da questo, che mostra la molteplicità delle ricerche e le soluzioni creative del pittore.
Il dipinto venne esposto con successo nella sala riservata alle opere seroviane durante l'Esposizione Internazionale di Roma del 1911. Il ritratto divenne celebre in poco tempo e furono molti coloro che cercarono di acquisirlo. La principessa Orlova lo definisce un capolavoro nella sua corrispondenza, ma, sotto la pressione del suo ambiente, accettò di offrirlo alla collezione del museo russo di Alessandro III. Riguardo a questo dipinto, Serov scrisse a Dmitrij Tolstoj, il direttore del museo imperiale dell'Ermitage e amministratore intermedio del museo russo, una lettera datata 4 novembre 1911: "Voi mi avete chiesto a proposito della principessa Orlova che ella donasse il suo ritratto (il mio quadro) al museo Alessandro III. Non so cosa vi abbia risposto, ma ella mi domandò che cosa ne pensassi e mi sembra che le abbia risposto - se voi volete donarlo, donatelo, ma può essere che non volete o qualcosa che si avvicina. Ora so che Sergej Botkin e Il'ja Ostrouchov vogliono entrambi ricevere questo dipinto per una galleria di Mosca. Aleksandra Pavlova Botkin (la figlia di Pavel Tret'jakov) ha chiesto alla principessa Orlova di cedere il dipinto alla galleria Tret'jakov, ed ella avrebbe dato il suo consenso, aggiungendo che voi stesso le avreste già dato il vostro consenso". Ma i legami con la corte imperiale erano più forti e la principessa diede il suo ritratto alla collezione dell'imperatore.

## Descrizione
Nell'opera la raffinata tecnica pittorica di Serov si unisce all'indagine psicologica della principessa, non senza una certa ironia e, forse, anche del sarcasmo. Ol'ga Orlova è rappresentata in una posa non abituale, in un interno lussuoso. Questo ritratto ricorda quelli di Giovanni Boldini per varie caratteristiche: un cappello enorme e sproporzionato, le spalle nude, un mantello di zibellino sulla schiena, le mani che stringono la collana di perle la scarpa verniciata che punta in avanti. Tutto ciò dona all'immagine un'eleganza contorta.

## Accoglienza
Il pittore era soddisfatto del proprio lavoro, il che era raro per lui. Le reazioni dei contemporanei riguardo a questo ritratto furono varie. Alcuni ammiravano lo stile del quadro, il talento e la maestria di Serov. Altri osservavano che lo sguardo del pittore si mostrava intransigente nei confronti della sua cliente e sospettarono una volontà sarcastica. Secondo Valerij Jakovlevič Brjusov, "i ritratti di Serov sono sempre un giudizio sui contemporanei" e "la collezione dei ritratti conserverà per le generazioni future una verità desolante sulle persone della nostra epoca".
Il principe Sergej Ščerbatov affermava che Serov non era in grado di "celebrare la donna, come i grandi pittori italiani, ponendola su un piedistallo antico, senza  cadere nell'idealizzazione banale di certi artisti adulatori". Egli si soffermava sulla posa: "Invece di sottolineare la siluetta slanciata della modella, l'artista pose la principessa Orlova su una sedia così bassa che le ginocchia sporgono rivolte in avanti".
Il critico d'arte Dmitrij Sarab'janov scrisse che Serov aveva reso con finezza gli oggetti che circondano Orlova, come un vaso di Sèvres su una consolle dorata, e che il muro sullo sfondo era un angolo che formava lo spazio scenico, come la decorazione di una rappresentazione teatrale. Per lui "Serov ammira l'unità armoniosa della natura e del carattere di Orlova, così perfetti e integri nel loro genere". La sua negligenza superba nell'indossare abiti e accessori costosi e il suo carattere furono un buon punto di partenza affinché Valentin Serov esercitasse la sua maestria.